# Потоки (Кобарид)
Потоки (словен. Potoki) — мале поселення в общині Кобарид, Регіон Горишка, Словенія. Висота над рівнем моря: 343,3 м.